# Volintiri
Volintiri è un comune della Moldavia situato nel distretto di Ștefan Vodă di 4.057 abitanti al censimento del 2004.